# Brigadas de la Resistencia Nacional
Las Brigadas de la Resistencia Nacional son el brazo armado del Frente Democrático por la Liberación de Palestina (FDLP). Las Brigadas de la Resistencia Nacional (en árabe: كتائب المقاومة الوطنية, árabe romanizado: Katāʼib al-Muqāwamah al-Waṭanīyah), también conocidas como Fuerzas del Mártir Omar Al-Qassam, son el ala militar del Frente Democrático por la Liberación de Palestina, que opera en Gaza y lleva a cabo una guerra de guerrillas. Abu Khaled es uno de sus comandantes.El FDLP se formó en 1969, pero las brigadas fueron establecidas a finales de septiembre del año 2000. El grupo era conocido inicialmente como las Brigadas de la Estrella Roja, antes de pasar a llamarse los Batallones de la Resistencia Nacional Palestina, durante la Segunda Intifada. Las brigadas siguen comprometidas con llevar a cabo una política de no intervención en los asuntos internos de las naciones árabes.
En agosto de 2001, los miembros las fuerzas de seguridad palestinas, Amin Abu Hatab, de 26 años, y Hisham Abu Jamus, de 24, llevaron a cabo un ataque contra una base militar del ejército israelí. Los brigadistas mataron a tres soldados israelíes. En 2005 se reorganizaron antes de la retirada israelí de Gaza y participaron en el lanzamiento de cohetes y morteros contra los asentamientos israelíes ubicados dentro de las fronteras de Gaza.
En octubre de 2007, firmaron un acuerdo con otras facciones palestinas, incluidas las Brigadas de los Mártires de Al Aqsa de Al-Fatah, y entre 2010 y 2011 llevaron a cabo ataques terroristas conjuntos con la Jihad Islámica Palestina. El 26 de septiembre bombardearon Sederot junto con las Brigadas de los Mártires de Al-Aqsa, lo que, según dijeron, era una respuesta a los crímenes de guerra israelíes cometidos contra los palestinos en Cisjordania y Gaza. En mayo de 2017 llevaron a cabo un ejercicio militar conjunto con las Brigadas Abdel Qader al-Husseini, en una base de entrenamiento militar ubicada en la Franja de Gaza, para entrenar nuevas tácticas de artillería y lanzamiento de misiles.
El 30 de marzo de 2018, Abd al-Qader Mardi y Suliman al-Hawajri, ambos miembros de las Brigadas de la Resistencia Nacional, fueron asesinados durante la Gran Marcha del Retorno, pero no participaron en las hostilidades. En 2020, ampliaron su presencia en línea y promocionaron su actividad militante en Telegram. En mayo de 2021 atacaron Sufa, en Israel, con cohetes.
En febrero de 2023, anunciaron que bombardearon los asentamientos israelíes fronterizos con la Franja de Gaza en respuesta a los ataques israelíes, y en abril bombardearon la ciudad de Ascalón. Las brigadas participaron en la guerra entre Israel y Hamás de 2023, combatieron contra las fuerzas israelíes y sus tropas se unieron a la operación lanzada por el grupo de resistencia Hamás. El 7 de octubre afirmaron haber perdido tres combatientes en un combate contra las Fuerzas de Defensa de Israel (FDI), y el 8 de octubre se enfrentaron a las fuerzas israelíes en los kibutz de Kfar Aza, Beeri y Kissufim.

## Armamento

### Armas de fuego
| Nombre                 | Imagen            | Origen            | Fabricante                   | Munición          |
| Fusiles de asalto      | Fusiles de asalto | Fusiles de asalto | Fusiles de asalto            | Fusiles de asalto |
| ---------------------- | ----------------- | ----------------- | ---------------------------- | ----------------- |
| AK-47                  |                   | Rusia             | Corporación Kalashnikov      | 7,62 × 39 mm      |
| Fusil M16              |                   | Estados Unidos    | Colt's Manufacturing Company | 5,56 × 45 mm OTAN |
| Fusil de francotirador |                   |                   |                              |                   |
| SVD Dragunov           |                   | Rusia             | Corporación Kalashnikov      | 7,62 × 54 mm R    |
| Ametralladoras         |                   |                   |                              |                   |
| RPD                    |                   | Rusia             | Planta Degtiariov            | 7,62 × 39 mm      |
| Ametralladora PK       |                   | Rusia             | Planta Degtiariov            | 7,62 × 54 mm R    |

### Granada propulsada por cohete
| Nombre                        | Imagen                        | Origen                        | Fabricante                    |
| Granada propulsada por cohete | Granada propulsada por cohete | Granada propulsada por cohete | Granada propulsada por cohete |
| ----------------------------- | ----------------------------- | ----------------------------- | ----------------------------- |
| RPG-7                         |                               | Rusia                         | Bazalt                        |

### Sistema de defensa antiaérea portátil
| Nombre        | Fotografía | Origen | Tipo    | Fabricante |
| ------------- | ---------- | ------ | ------- | ---------- |
| 9K32 Strela-2 |            | Rusia  | MANPADS | KBM        |